# Universitätsklinikum Leipzig

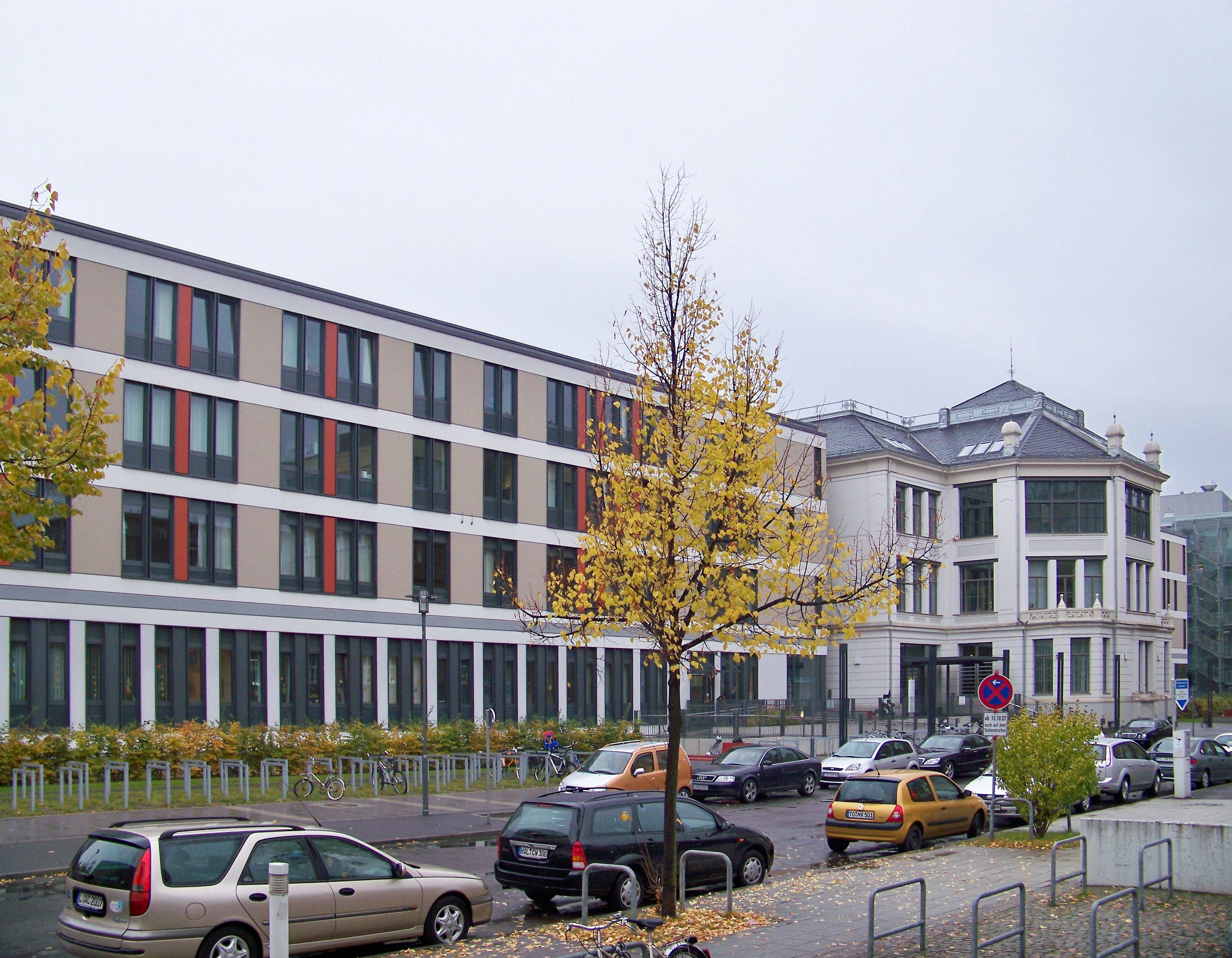
Zentrum für Frauen- und Kindermedizin – Liebigstraße 20a

Das Universitätsklinikum Leipzig ist eine der traditionsreichsten Universitätskliniken Deutschlands und mit 1.451 Betten und über 8000 Mitarbeitern (inklusive der Medizinischen Fakultät) in 61 Kliniken und Polikliniken sowie 10 Instituten das größte Krankenhaus Leipzigs. Derzeitiger Medizinischer Vorstand ist Christoph Josten, derzeitiger Kaufmännischer Vorstand ist Robert Jacob. Für das tierärztliche Universitätsklinikum siehe Veterinärmedizinische Fakultät der Universität Leipzig.

## Standorte

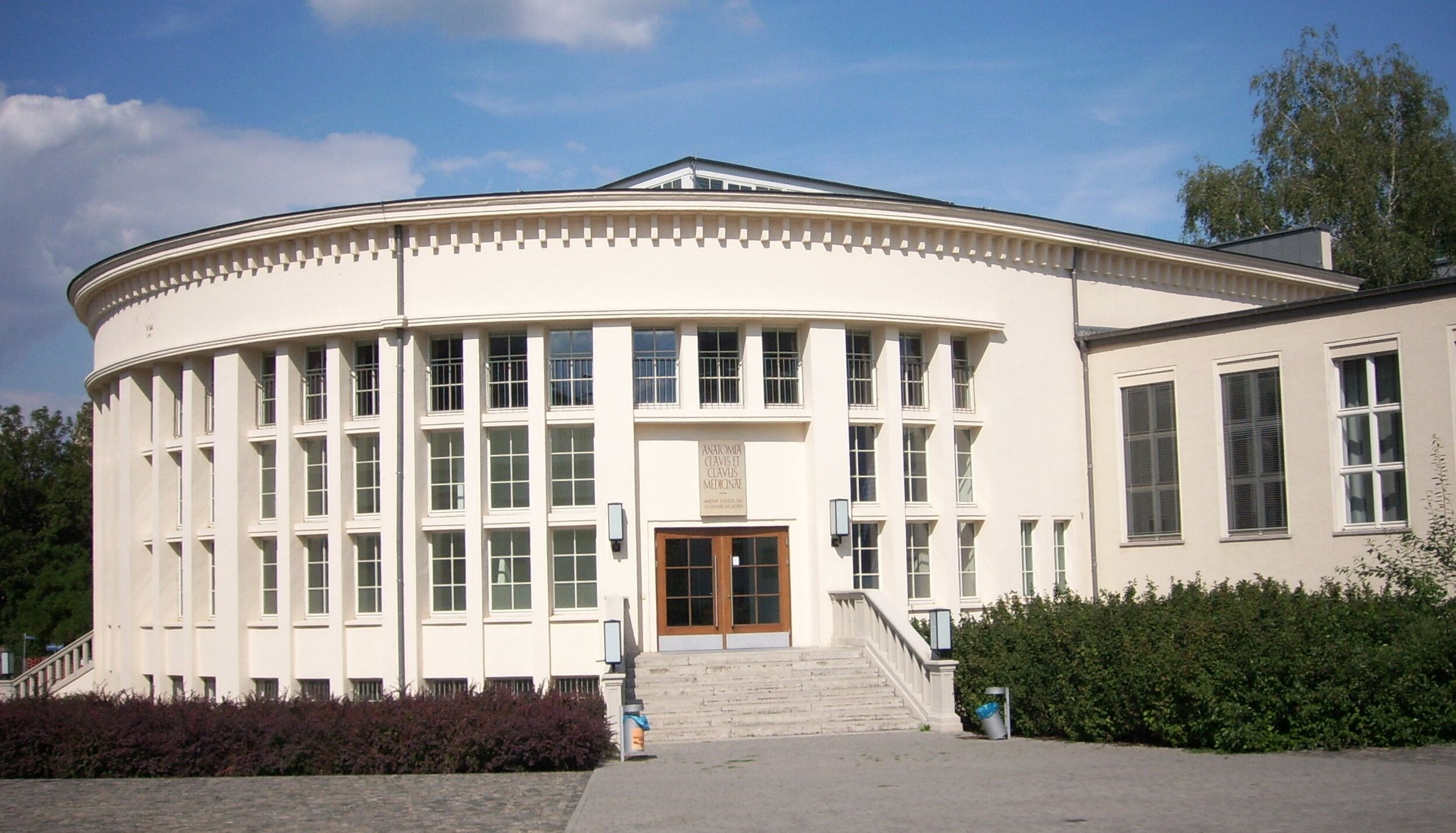
Hörsaal für Anatomie der Medizinischen Fakultät – Liebigstraße 13

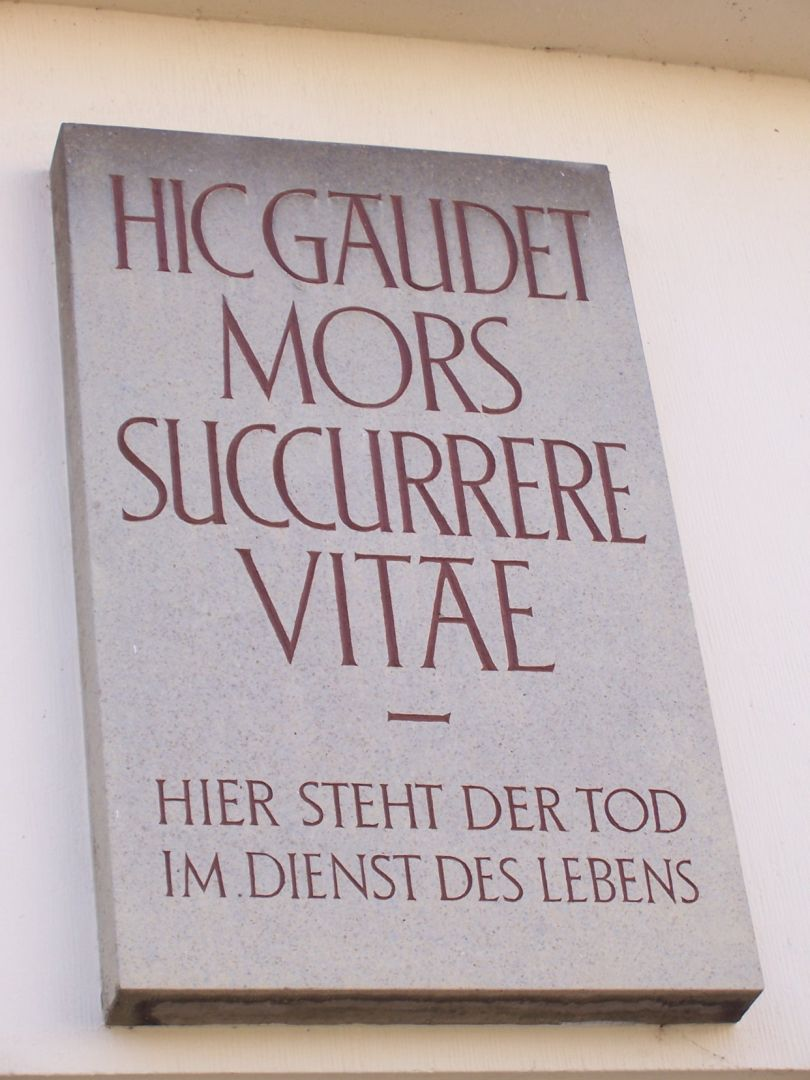
Tafel über dem Eingang zur Anatomie

Die meisten Einrichtungen des Universitätsklinikums befinden sich in einem eigenen Gelände südöstlich des Stadtzentrums im Stadtteil Zentrum-Südost – dem Medizinischen Viertel oder Klinikviertel an der Liebigstraße. Begrenzungen bilden die Johannisallee, die Philipp-Rosenthal-Straße, die Nürnberger Straße, die Brüderstraße und der Sternwartenweg. Die Kliniken sind mit dem städtischen Nahverkehr der LVB sowie mit der S-Bahn über die Haltestellen Bayerischer Bahnhof (Linien 2, 9, 16, 60 sowie S1, S2, S3, S4, S5, S5X, S6), Ostplatz (Linien 15, 60) und Johannisallee (Linien 2, 16, 60) zu erreichen. Weitere Standorte befinden sich unter anderem in der Semmelweisstraße und der Härtelstraße.

## Geschichte
Die Medizinische Fakultät der Universität Leipzig wurde 1415 gegründet, wenige Jahre nach der Gründung der Universität selbst im Jahre 1409. Wie an allen europäischen Universitäten wurde das medizinische Wissen zunächst rein theoretisch verbreitet. Der erste Schritt zur modernen wissenschaftlich fundierten Medizin wurde 1704 mit der Einrichtung des ersten anatomischen Theaters (Theatrum anatomicum) durch Johann Christian Schamberg vollzogen. 1799 wurde das „Institut für den klinischen Unterricht“ im Jakobshospital gegründet, in dem erstmals auch Patientenuntersuchungen, chirurgische Demonstrationen und Sezierübungen stattfanden. Johann Christian August Heinroth wurde 1811 auf den weltweit ersten Lehrstuhl für „psychische Therapie“ (Psychiatrie) berufen. Der heutige Hauptstandort der medizinischen Fakultät in der Liebigstraße wurde 1871 durch Carl Reinhold August Wunderlich und Carl Thiersch als „Städtisches Krankenhaus zu St. Jakob“ begründet. 1889 wurde mit dem „Roten Haus“ das Wahrzeichen des medizinischen Viertels eröffnet. In der Zeit von ca. 1880 bis zum Zweiten Weltkrieg erlebte die Medizin an der Universität Leipzig ihre größte Blüte. Leipzig gehörte in jener Zeit mit Forschern wie Paul Flechsig, Carl Ludwig und Wilhelm His zu den ersten wissenschaftlichen Lehr- und Arbeitsstätten der Welt. 1891 gründete Otto Heubner die Universitäts-Kinderklinik. Im Zweiten Weltkrieg wurden große Teile des medizinischen Viertels zerstört. Mit dem Institut für Anatomie wurde 1956 der erste Nachkriegsneubau eröffnet; auch alle weiteren Institute wurden nach und nach wieder aufgebaut. 1953 ging das Krankenhaus St. Jakob an die Universität über. Die 1953 gegründete Abteilung für stationäre Psychotherapie und Psychosomatik war eine der ersten in Deutschland. Seit 1990 sind fast alle Kliniken und Institute neu gebaut oder komplett saniert worden. Das Klinikum, das 1961 die erste Klinik für Herz- und Gefäßchirurgie in Europa gründete, besitzt jedoch keine eigene Herzchirurgie mehr, da entsprechend einem Vertrag zwischen Freistaat und der Rhön-Klinikum AG seit 1994 das private Herzzentrum Leipzig im Stadtteil Probstheida als Universitätsklinikum fungiert. Bis zur Eröffnung des Zentrums für Konservative Medizin im November 2008 wurden am Standort Liebigstraße rund 350 Millionen Euro investiert. Bis etwa Mitte 2009 zogen alle Abteilungen aus dem alten Bettenhaus in die Klinikneubauten.

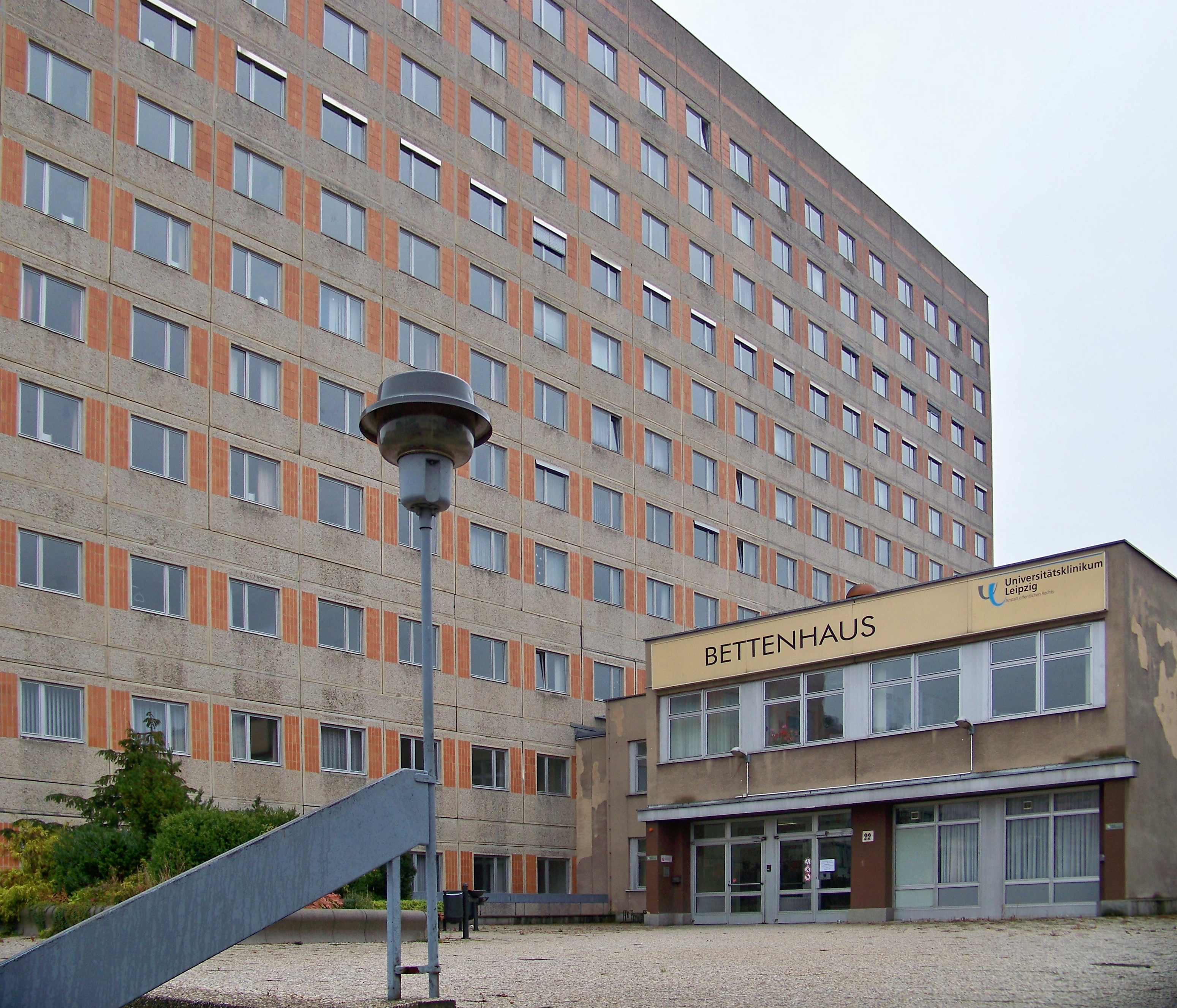
Seit Mitte 2009 ausgedientes Bettenhaus – Liebigstraße 22

Das 1983 in Einheitsbauweise errichtete Bettenhaus wurde 2013 abgerissen, auf der frei werdenden Fläche sollen später neue Klinikbauten entstehen.

## Krankenbehandlung
Es handelt sich um ein Krankenhaus der Maximalversorgung. Es verfügt über 1.451 vollstationäre und 106 teilstationäre Betten. 2024 wurden 348.812 Patienten ambulant und 60.640 stationär und teilstationär behandelt. Der Umsatz lag 2024 bei 712,8 Millionen Euro.
Das Klinikum besitzt mehrere zertifizierte Behandlungseinheiten: Die größte sächsische Stroke Unit (12 Betten), ein Darmkrebszentrum und eines der ersten Hautkrebszentren Deutschlands.
Die José Carreras Transplantationseinheit an der Klinik und Poliklinik für Hämatologie, Zelltherapie, Hämostaseologie und Infektiologie ist eine der bekanntesten Fördermaßnahmen der Deutschen José Carreras Leukämie-Stiftung. Im bundesweiten Krankenhausvergleich 2025 der Zeitschrift Focus erreichte das Universitätsklinikum den sechsten Platz. In der Kategorie „Gesundheit und Soziales“ unter Deutschlands „Top Digitalen Unternehmen 2024/2025“ belegt es laut SZ-Institut den ersten Platz.

## Forschung
Forschungsschwerpunkte des Universitätsklinikums sind die Neurowissenschaften, Endokrinologie, Immunologie, molekulare Onkologie und die Psychosoziale Medizin.
Es bestehen Kooperationen zu einer Reihe von ansässigen Forschungsinstituten wie dem Max-Planck-Institut für Kognitions- und Neurowissenschaften, dem Max-Planck-Institut für evolutionäre Anthropologie, dem Fraunhofer-Institut für Zelltherapie und Immunologie, dem Helmholtz-Zentrum für Umweltforschung – UFZ und Unternehmen der Bio City Leipzig.

## Blutbank
1962 wurde das Bezirksinstitut für Blutspende- und Transfusionswesen gegründet, das 1991 mit dem universitären Blutspendedienst zum heutigen Institut für Transfusionsmedizin fusionierte. 2002 wurde die Marke Blutbank eingeführt, um das Institut von anderen Blutspendediensten abzugrenzen. Mit derzeit 92 Mitarbeitern verfügt es neben dem Institutsstandort im Klinikviertel (Mitte) sowie einer Abnahmestelle im Norden (Gohlis Park) noch über die zwei Zweigstellen in Grünau und in Paunsdorf. Weiterhin finden jährlich etwa 160 Außentermine in der Region statt. Die Blutbank als größte universitäre Einrichtung für Transfusionsmedizin in Deutschland sammelt jährlich 55.000 Vollblutspenden, 12.000 Plasmaspenden und 5.400 Thrombozytenspenden.

## Übersicht der Kliniken und Institute
Die Kliniken, Institute und Abteilungen des Universitätsklinikums Leipzig sind in sieben Departments organisiert.

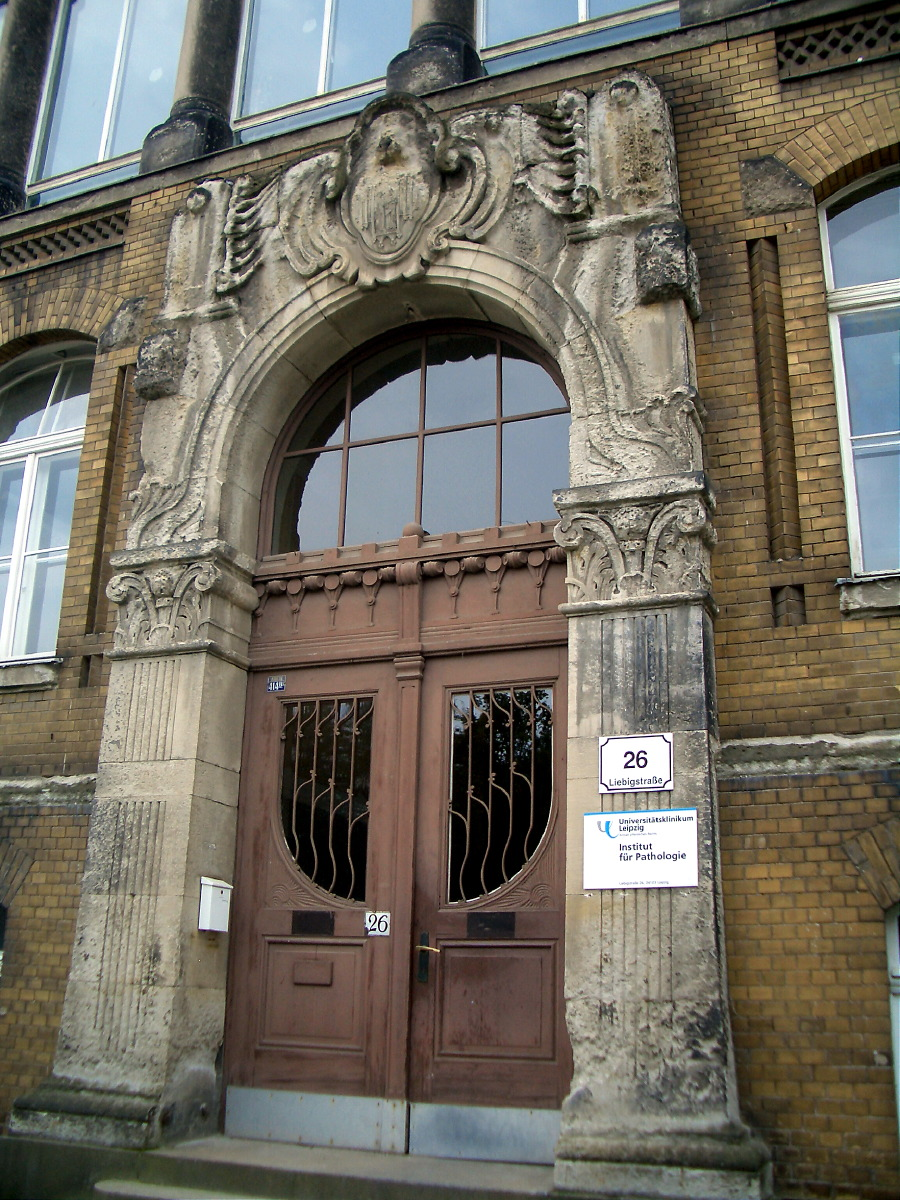
Institut für Pathologie

### Department für Diagnostik
- Institut für Humangenetik
- Institut für Klinische Immunologie
- Institut für Laboratoriumsmedizin, Klinische Chemie und Molekulare Diagnostik
- Institut für Medizinische Mikrobiologie und Virologie
- Institut für Pathologie
- Paul-Flechsig-Institut für Neuropathologie
- Institut für Transfusionsmedizin
- Institut für Hygiene, Krankenhaushygiene und Umweltmedizin

### Department für Bildgebung und Strahlenmedizin
- Klinik und Poliklinik für Diagnostische und Interventionelle Radiologie

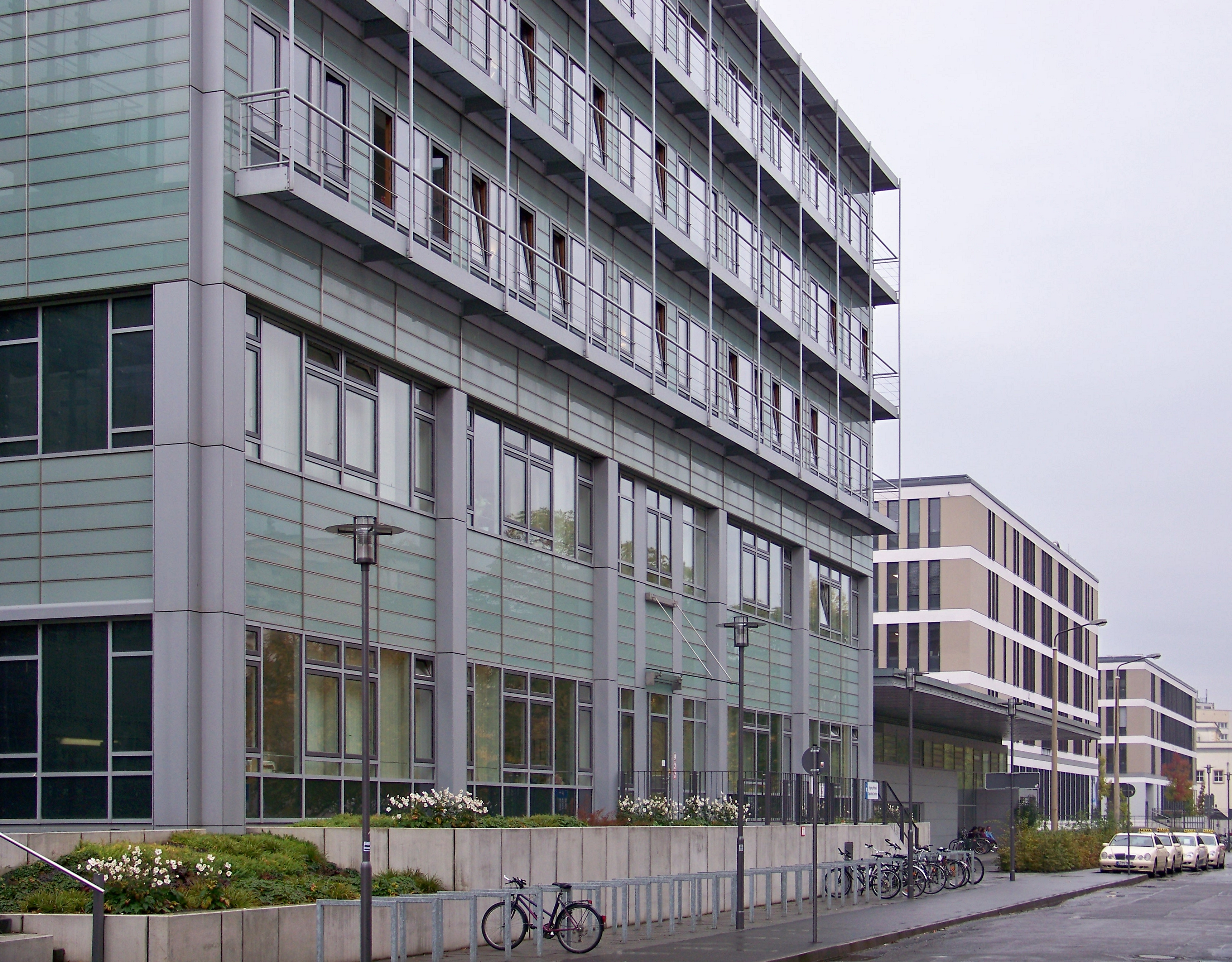
Operatives Zentrum (vorn) und Zentrum für Konservative Medizin (hinten) – Liebigstraße 20

- Institut für Kinderradiologie
- Institut für Neuroradiologie
- Klinik und Poliklinik für Nuklearmedizin
- Klinik und Poliklinik für Strahlentherapie

### Department für Innere Medizin, Neurologie und Dermatologie
- Klinik und Poliklinik für Dermatologie, Venerologie und Allergologie
- Klinik und Poliklinik für Endokrinologie, Nephrologie und Rheumatologie
  - Endokrinologie
  - Nephrologie
  - Rheumatologie
- Klinik und Poliklinik für Onkologie, Gastroenterologie, Hepatologie und Pneumologie (II)
  - Onkologie
  - Gastroenterologie
  - Hepatologie
  - Pneumologie
- Klinik und Poliklinik für Hämatologie, Zelltherapie, Hämostaseologie und Infektiologie (I)
  - Hämatologie und Zelltherapie
  - Hämostaseologie
  - Infektiologie
- Klinik und Poliklinik für Kardiologie
- Klinik und Poliklinik für Angiologie
  - Interdisziplinäre Internistische Intensivmedizin
- Klinik und Poliklinik für Neurologie
- Tagesklinik für kognitive Neurologie
- Interdisziplinäre Internistische Intensivmedizin
- Universitäres Krebszentrum (UCCL)

### Department für Operative Medizin
- Klinik und Poliklinik für Anästhesiologie und Intensivtherapie
- Klinik und Poliklinik für Neurochirurgie
- Klinik und Poliklinik für Orthopädie, Unfallchirurgie und Plastische Chirurgie
  - Arthroskopische und spezielle Gelenkchirurgie / Sportverletzungen
  - Endoprothetik/Orthopädie
  - Plastische, ästhetische und spezielle Handchirurgie
  - Unfallchirurgie
  - Wirbelsäulenchirurgie
- Klinik und Poliklinik für Urologie
- Klinik und Poliklinik für Viszeral-, Transplantations-, Thorax- und Gefäßchirurgie
  - Adipositas-, metabolische und endokrine Chirurgie
  - Gefäßchirurgie
  - Hepatobiliäre Chirurgie und viszerale Transplantation
  - Thoraxchirurgie
  - Viszeralchirurgie

### Department für Frauen- und Kindermedizin
- Klinik und Poliklinik für Frauenheilkunde – Triersches Institut
- Abteilung für Geburtsmedizin
- Klinik und Poliklinik für Psychiatrie, Psychotherapie und Psychosomatik des Kindes- und Jugendalters
- Klinik und Poliklinik für Kinderchirurgie
- Klinik und Poliklinik für Kinder- und Jugendmedizin
- Abteilung für Neonatologie
- Abteilung für Pädiatrische Onkologie, Hämatologie und Hämostaseologie

### Department für Psychische Gesundheit
- Klinik und Poliklinik für Psychosomatische Medizin und Psychotherapie
- Klinik und Poliklinik für Psychiatrie und Psychotherapie
- Abteilung für Medizinische Psychologie und Medizinische Soziologie

### Department für Kopf- und Zahnmedizin

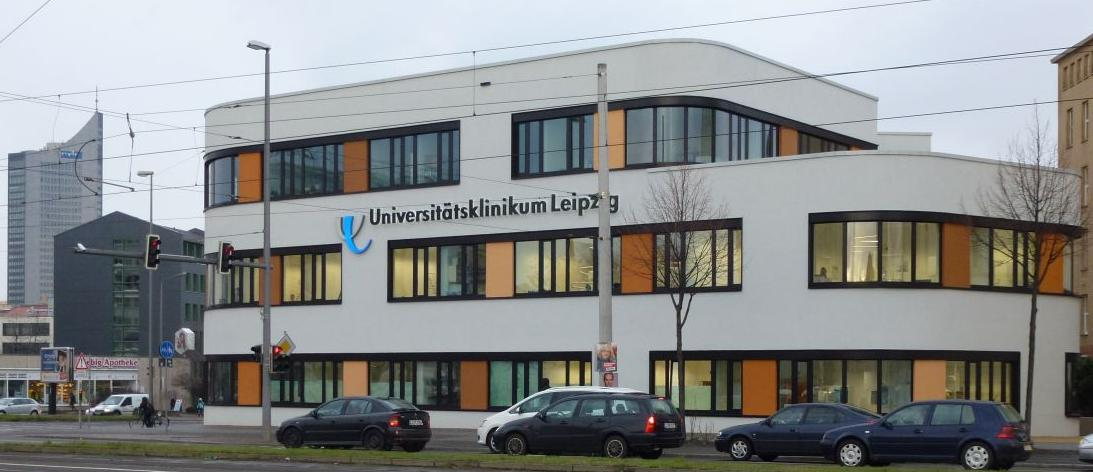
Zahnklinik, 2012 eröffnet

- Klinik und Poliklinik für Augenheilkunde
- Klinik und Poliklinik für Hals-, Nasen- und Ohrenheilkunde
  - Sektion Phoniatrie und Audiologie
  - Cochlea-Implantat-Zentrum
- Poliklinik für Kieferorthopädie
- Poliklinik für Kinderzahnheilkunde und Primärprophylaxe
- Poliklinik für Zahnerhaltung und Parodontologie
- Klinik und Poliklinik für Mund-, Kiefer- und Plastische Gesichtschirurgie
  - Sektion klinische und experimentelle Orale Medizin
- Poliklinik für zahnärztliche Prothetik und Werkstoffkunde

## Organspende-Skandal
Anfang Januar 2013 wurde bekannt, dass es bei der Vergabe von Spendeorganen in den Jahren 2010 und 2011 an der Leipziger Klinik zu Unregelmäßigkeiten gekommen war. Die Untersuchungskommission der Bundesärztekammer und die Innenrevision der Klinik stellten fest, dass im Rahmen der Lebertransplantationen bei mindestens 37 von 54 Patienten der Gesundheitszustand bewusst schlechter dargestellt worden war, damit diesen schneller ein Ersatzorgan zugeteilt wurde. Im Laufe der Ermittlungen wurden der Chefarzt der Transplantationschirurgie und zwei Oberärzte vorerst beurlaubt. Im Juli 2015 erhob die Staatsanwaltschaft Leipzig nach Abschluss der Ermittlungen Anklage gegen die beiden Oberärzte, da sie 2010 und 2011 Manipulationen an Patientenakten veranlasst haben sollen. Das Ermittlungsverfahren gegen den Chefarzt der Klinik wurde ohne Auflagen eingestellt, ihm wurde keine Beteiligung nachgewiesen.